# Arthuce Jodele Tella
Arthuce Jodele Tella (27 maart 1984) is een Kameroens wielrenner.

## Carrière
In 2016 won Tella de laatste etappe van de Ronde van Kameroen door in Yaou (Ivoorkust) met een voorsprong van meer dan een minuut solo over de finish te komen.
In 2018 won hij de eerste etappe in de Ronde van Ivoorkust.

## Overwinningen
2016
8e etappe Ronde van Kameroen
2018
1e etappe Ronde van Ivoorkust
2021
1e etappe Grand Prix Chantal Biya
9e etappe Tour du Faso